# Erdington
Erdington er en forstad til Birmingham, England. Den ligger omkring 8 km nordøst for det centrale Birmingham og grænser op til Sutton Coldfield. Det er også en valgkreds, der bliver forvaltet af den egen distriktkomite. Den formelle valgkreds er mindre end Erdington ward, og Tyburn (tidligere Kingsbury), Stockland Green og Kingstanding, selvom hele Kingstanding og det meste af Tyburn og Stockland Green wards ligger uden for den historiske grænse til Erdington.
52°31′25″N 1°50′16″V / 52.5236°N 1.8378°V